# L'Humanitaire

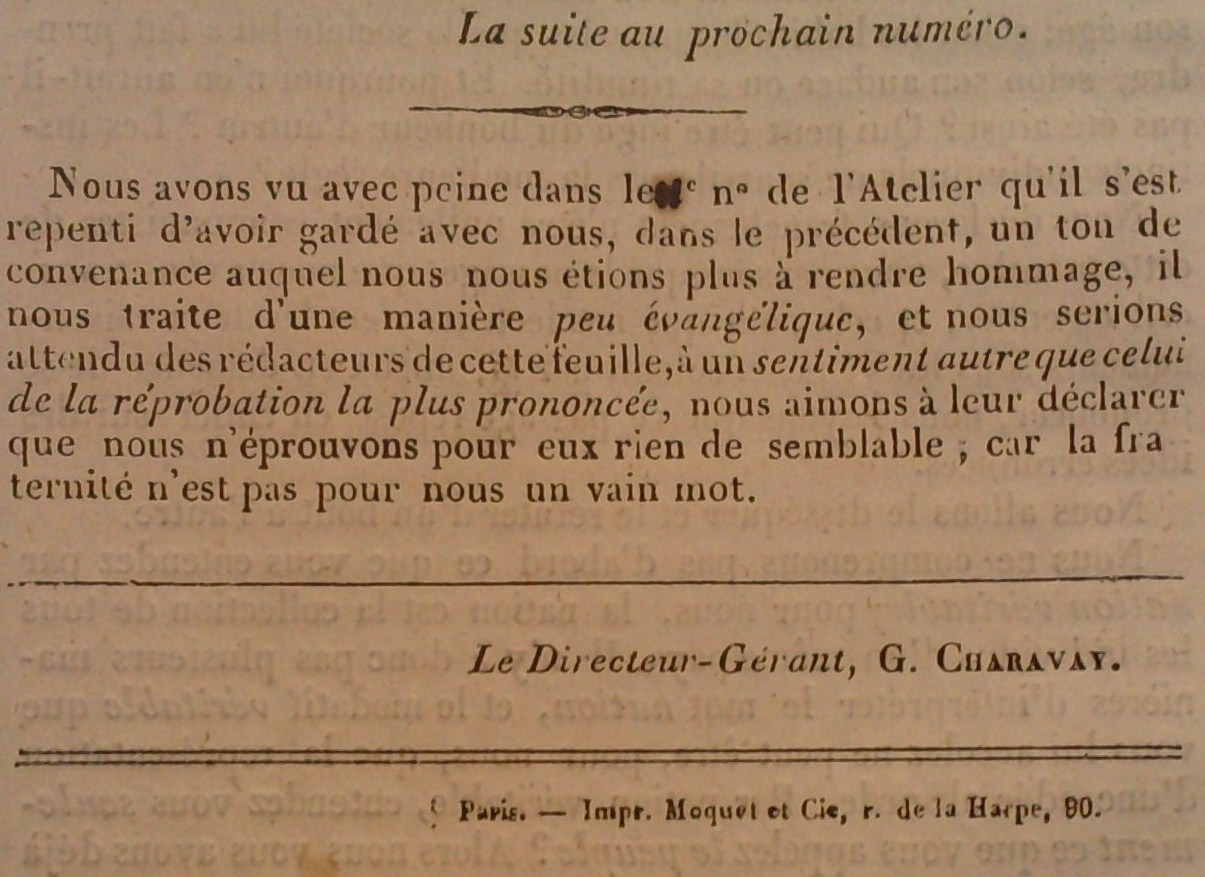
Août 1841 - dernière page.

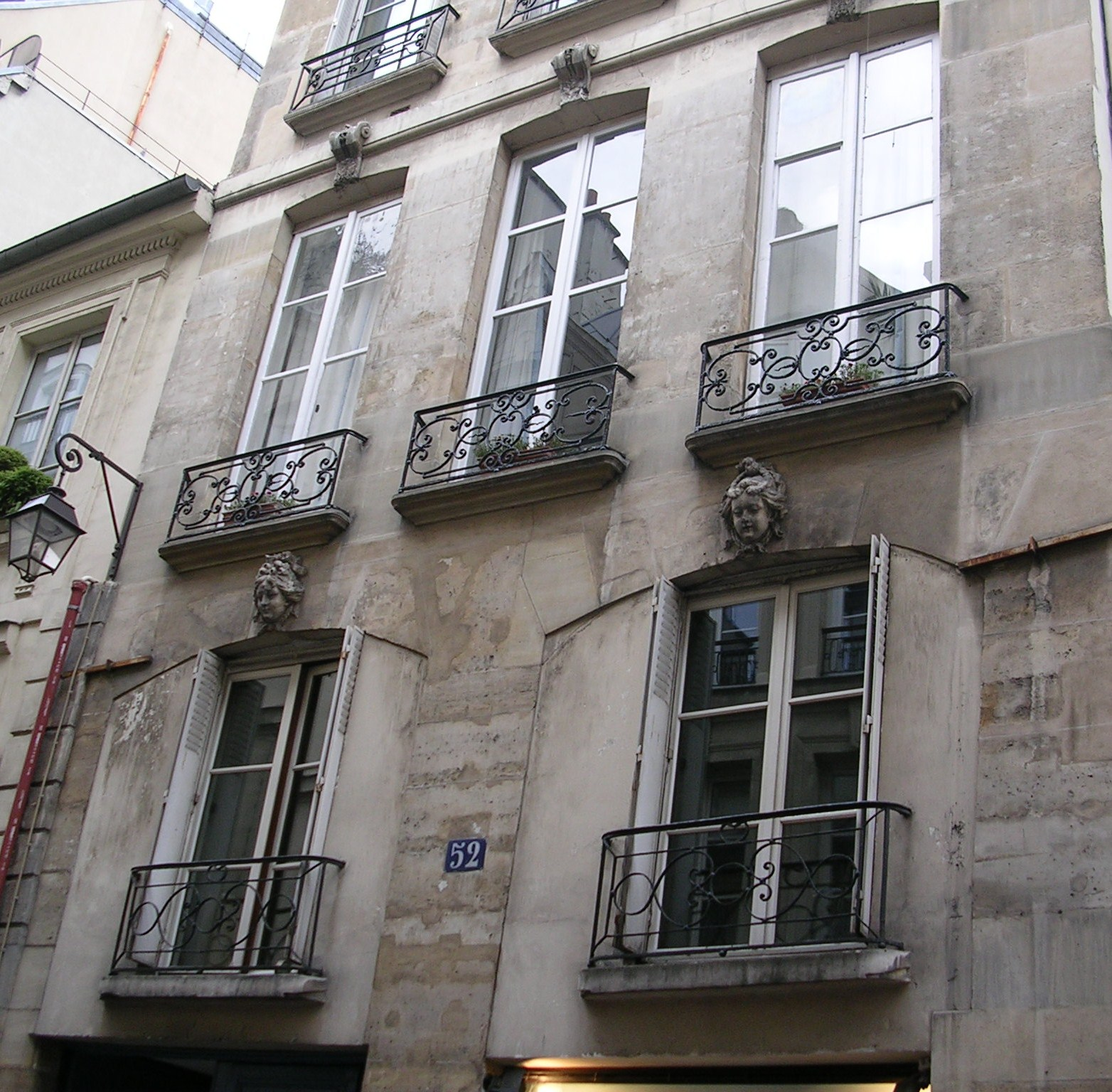
52 rue de la Verrerie, siège du journal.

L'Humanitaire, « organe de la science sociale » est un journal communiste, anti-autoritaire et pré-marxiste, qui parait au cours de l'été 1841.
Son objectif : « expose[r] clairement et nettement l’organisation communiste », système où « toute domination de l’homme sur l’homme serait entièrement abolie ».

## Histoire
Franchement matérialiste, il annonce selon Maurice Dommanget, le socialisme scientifique de Marx et fait scandale. Étienne Cabet, intellectuel partisan du communisme chrétien, publie alors sa « réfutation de L'Humanitaire » où il dénonce Charavay tel un procureur monarchiste : « s’obstiner à prêcher cette doctrine dans un nouveau journal, dans les réunions, dans les rues, sur les quais, partout, n’est-ce pas vouloir provoquer tous les désordres, tous les dangers, tous les soupçons, toutes les accusations ? ».
Il s'agit du « premier organe communiste libertaire et l'unique en France pour quarante ans », selon l'historien Max Nettlau,.
Le gérant Gabriel Charavay arrêté le soir du 12 septembre 1841, veille de l'attentat de Quénisset contre le Duc d'Aumale, sera condamné à deux ans de prison et enfermé à la citadelle de Doullens.
Théodore Dezamy, qui s'était opposé jusqu'alors  à Charavay, rompt avec Cabet et développe les idées matérialistes défendues par le groupe de L'Humanitaire.
La police s'intéressera à la correspondance de Gabriel Charavay avec Jules Gay, sympathisant qui ne sera pas inculpé dans cette affaire. On apprendra pendant le procès que la féministe Louise Dauriat devait participer à la rédaction.

## Collaborateurs
| - Gabriel Charavay journaliste et gérant (rédacteur) - Jean Joseph May, agronome (rédacteur) - Julien Gaillard, plombier (rédacteur) - Pierre Antoine Nicolas Page, bijoutier (rédacteur) Mais aussi d'autres ouvriers seront inquiétés ou inculpés: - des bonnetiers, Jean Charavay et Donatien Dauvergne. - des bijoutiers, Anselme Mugnier et Augustin Noël - des imprimeurs, François Garde,Claude Chassard - le cordonnier Antoine Fombertaux, le couvreur Désiré Gaillard, les tailleurs Alexis Trottier et Théodore Ber, le teneur de livres (comptable) Corneille Homberg, le maçon Silvain Mourlon, l'ébéniste Quéré, le corroyeur Auguste Sauvaitre, le bottier Jean Sans, le marchand de vin Etienne Rousseau et le commis négociant Hyppolite Loudier. Un seul est originaire de Paris. Ces ouvriers viennent de la Creuse, du Gard, du Rhône, de la Sarthe, des Vosges, des Pyrénées, du Pas de Calais, du Finistère, du Lot, d'Aix La Chapelle, de la Drôme.... |

## Sources
- Citations :

1. Maurice Dommanget[9]
2. Jacques Grandjonc[10]
3. Alain Maillard[11]
4. Victor Bouton[12]
5. Georges Sencier[13]
6. Joseph Benoit[14]
7. Etienne Cabet[15]
8. Armand Cuvillier[16]
9. Gazette des tribunaux[17].
10. Dictionnaire biographique du mouvement ouvrier français.

- Dépôts

1. Bibliothèque François Mitterrand, BNF ref. NUMP- 5759 (Notice n°FRBNF32787713).
2. Archives Nationales, Série CC 786 à 791.